# آقای جانسون (فیلم)
آقای جانسون (به انگلیسی: Mister Johnson) فیلمی تلویزیونی محصول سال ۱۹۹۰ و به کارگردانی بروس برسفورد است. در این فیلم بازیگرانی همچون پیرس برازنان، ادوارد وودوارد، مینارد ازیاشی، بیتی ادنی و دنیس کیلی ایفای نقش کرده‌اند.